# Kåta

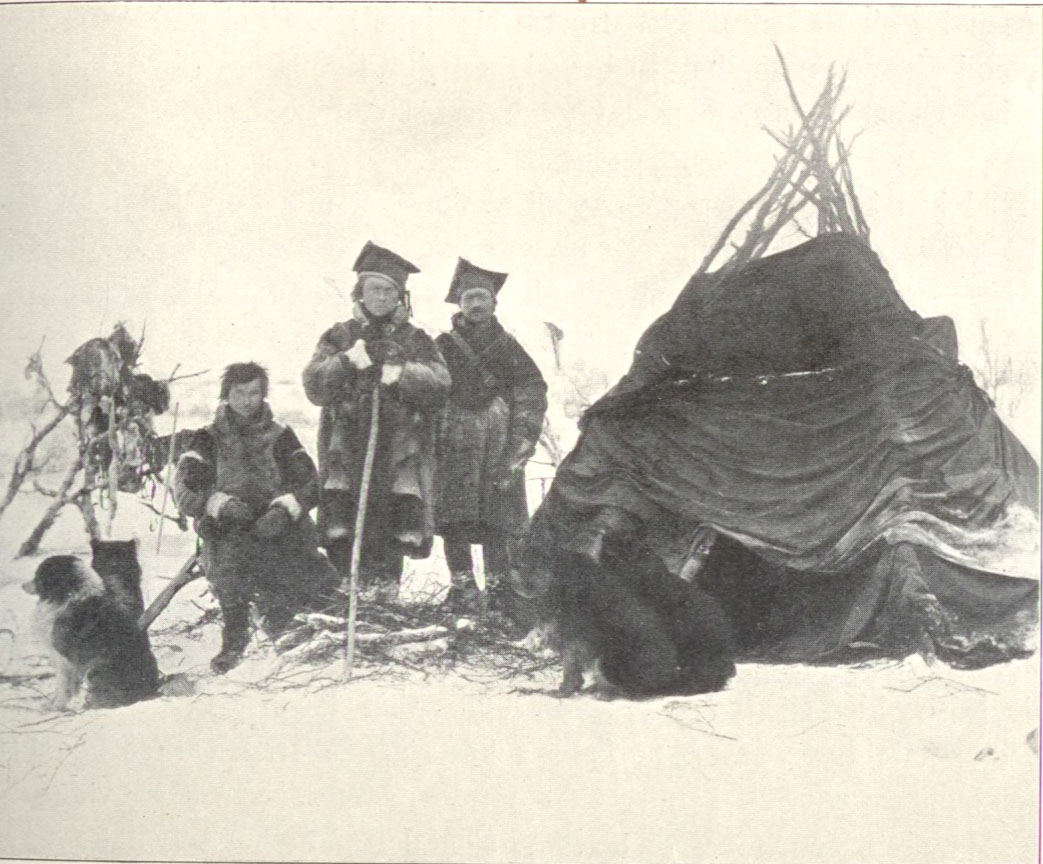
Klykstångskåta (lávvu) i Nordnorge i slutet av 1800-talet

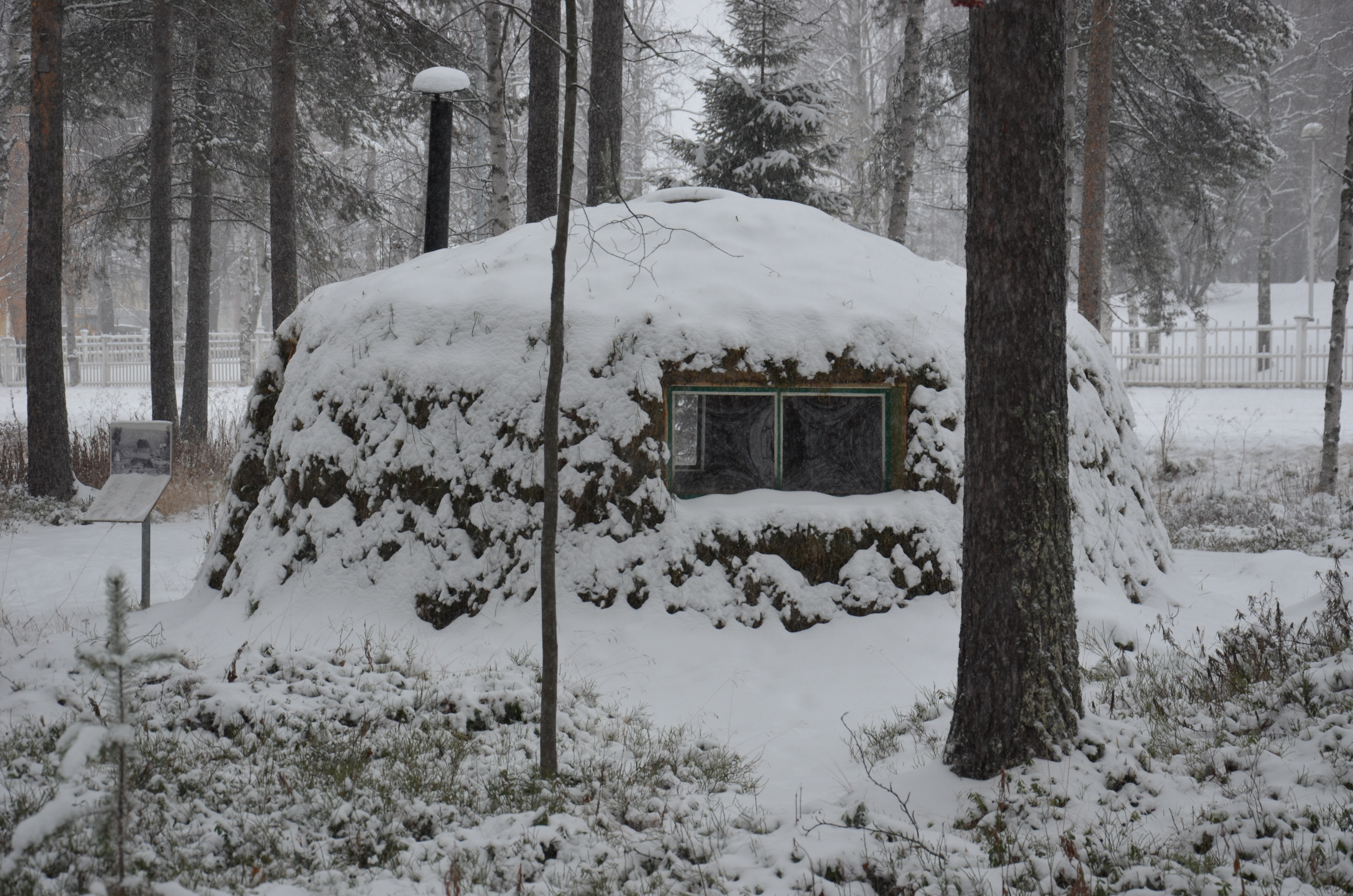
Torvkåta från Vaisaluokta från 1972

Kåta (nordsamiska goahti, lulesamiska goahte eller gábma, pitesamiska gåhte, umesamiska gåhtie och sydsamiska gåetie) är den traditionella samiska bostaden.

## Ordets kåtas historia på olika språk
Ordet kåta användes i äldre svenska, numera inte längre använt, om liten, oansenlig byggnad använd såsom bostad, koja, hydda. (Se SAOB,not1)
Ordets etymologi enligt SAOB ger olika former i europeiska språk norska kote, nyisländska kota, mellantyska. kot(t)e, kate, även som fornsvenska. kot-(i sammansättningar kotkarl), äldre danska. och danska dialekter kaad, norska kott, isländska., mellantyska och holländska kot, fornengelska och engelska cot, fornfranska cote; jämför även finska kota, lapska goatte; samtliga med betydelsen: hydda, koja och dylikt; ordet är av omtvistat ursprung.

## Samiska kåtor
Det finns såväl flyttbara som stationära kåtor, vilket avspeglar att samerna ofta levt som nomader men också haft permanenta visten dit de återkommit år efter år. En kåta kan konstrueras på olika sätt, men i sin traditionella utformning har den alltid en härd (nordsamiska árran) i mitten och därovanför ett öppet rökhål (reahpen, i svensk text ofta stavat räppen). Modernare stationära kåtor kan i stället vara försedda med vedspis med skorsten.

## Typer av kåtor

### Klykstångskåta
Huvudartikel: Klykstångskåta

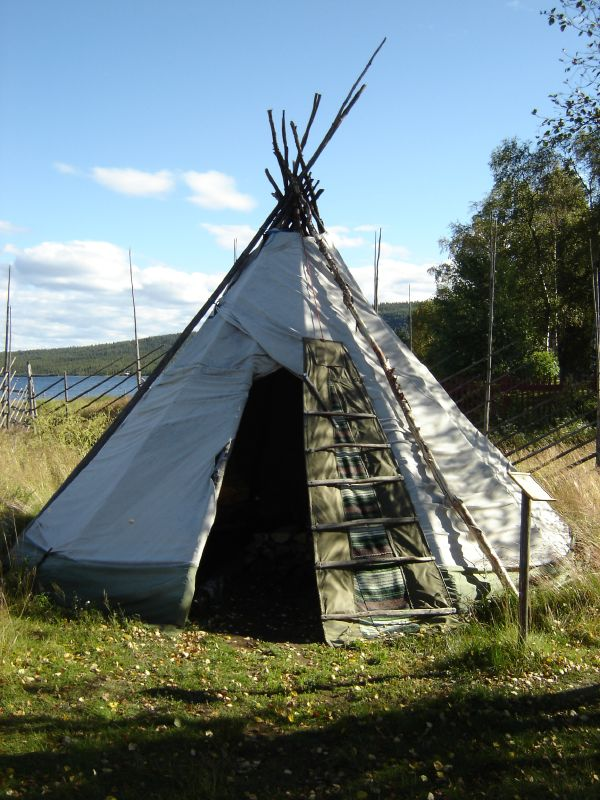
Klykstångskåta vid friluftsmuseet i Jukkasjärvi.

Den enklaste formen av kåta är klykstångskåtan (nordsamiska lávvu). Den bärande stommen utgörs där av tre stänger som vardera har en klyka i spetsen. Dessa stänger kopplas ihop till en trefot som utgör kåtans topp. Mot trefoten reses sedan ytterligare ett 20-tal raka stänger så att en kon med cirkelformigt bottenplan bildas. Över stängerna sveps en tältduk bestående av två halvor vilka läggs på bakifrån och framåt mot dörröppningen längs vardera sidan. Tvärs över den övre delen av kåtans inre läggs en stång som får vila på kvarsittande grenklykor eller binds fast vid kåtastängerna med snören. Detta är den så kallade grytås, varifrån kokgrytan hängs över elden. Dörren består av ett stycke duk som hålls utspärrat av träspjälor och som hängs i ett snöre i en av stängerna över dörröppningen.
Klykstångskåtan är känd från så gott om hela det samiska området, från Kolahalvön till Dalarna, där Linné beskrev en sådan i Äppelbo 1734. Den har dock framför allt använts i skogbeväxta fjälldalar eller i rena skogstrakter, eftersom de tunga stängerna vanligen inte förts med på flyttning utan huggits på plats.
Hos skogssamerna har klykstångskonstruktionen kunnat täckas med timmer, näver eller torv. Jämför torvkåta nedan. Om täckningen av den flyttbara klykstångskåtan, se nedan under bågstångskåta.

### Bågstångskåta

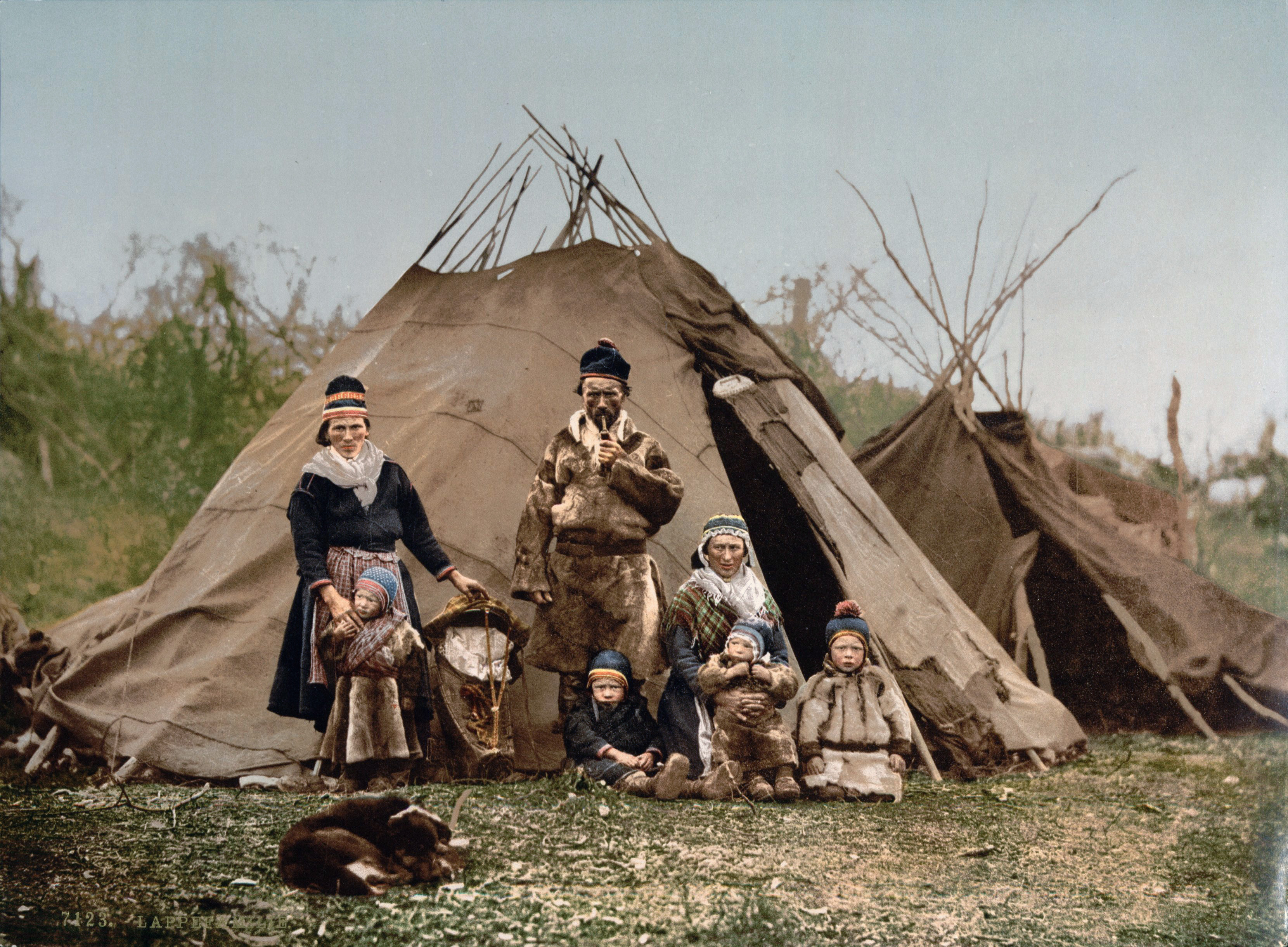
Samisk familj (cirka 1900) framför en bågstångskåta. I bakgrunden står en klykstångskåta (lávvu), vilken har en annorlunda placering av stängerna

Bågstångskåtan är den typ av kåta som nomadiserande fjällsamer oftast använt. Den bärande konstruktionen består här av fyra naturvuxet bågböjda stänger som upptill kopplas ihop två och två med hjälp av den horisontellt liggande grytåsen, som sticks in i hål i bågstängernas ändar. Bågstängerna ställs vinkelrätt mot dörrsidan, med sina övre delar lutande något utåt. Förutom av grytåsen hålls de samman en bit ned av en tvärslå på vardera sida. På dörrsidan stöttas de av två saxlikt ställda dörrstänger, som träds på grytåsens framände. På den motsatta sidan finns en ensam stödstång som träs på grytåsens bakände. Mot denna grundkonstruktion lutas lösa, lätta tältstänger kring ett elliptiskt grundplan, med den största längden vinkelrätt mot öppningen. Stängerna möts alltså inte över härden, som i klykstångskåtan, vilket gör att mindre vatten rinner in längs stängerna när det regnar. I och med att stängerna står mer upprätt i bågstångskåtan än i klykstångskåtan blir bågstångskåtan också rymligare. Duken och dörren är av samma slag som i klykstångskåtan.
De fyra bågstängerna tillverkas av krokvuxna fjällbjörkar. I och med att stängerna inte behöver räcka högre än strax ovanför dukens kant kan de göras betydligt kortare än klykstångskåtans stänger, och blir därmed också lättare. I allmänhet har hela stommen medförts vid flyttning. För detta ändamål fanns i rajden en särskild ackja som var öppen baktill.
Tältkåtan av bågstångstyp är känd från stora delar av Sápmi, dock ej från Ryssland. Den har främst använts av fjällsamer.

#### Stommens täckning
Redan på 1600-talet täckte samerna sina tältkåtor med textilier. Samuel Rheen uppger i sin berättelse från Lule lappmark 1671 att duken var av vadmal. Rika samer hade dessutom en duk av linne (blaggarn) som skydd vid oväder. Även Linné nämner 1732 från Lycksele lappmark att tältduken var av vadmal. Knud Leem uppger från Finnmark vid ungefär samma tid att samerna sommartid täckte kåtan med lärft, vintertid med ylletäcken. Från 1820-talet i norra Finland berättar Jacob Fellman att samerna sommartid täckte kåtan med buldan (turkisk bomullsväv) eller ravenduk (tunn duk av hampfibrer) och vintertid med ylleranor.

### Torvkåta

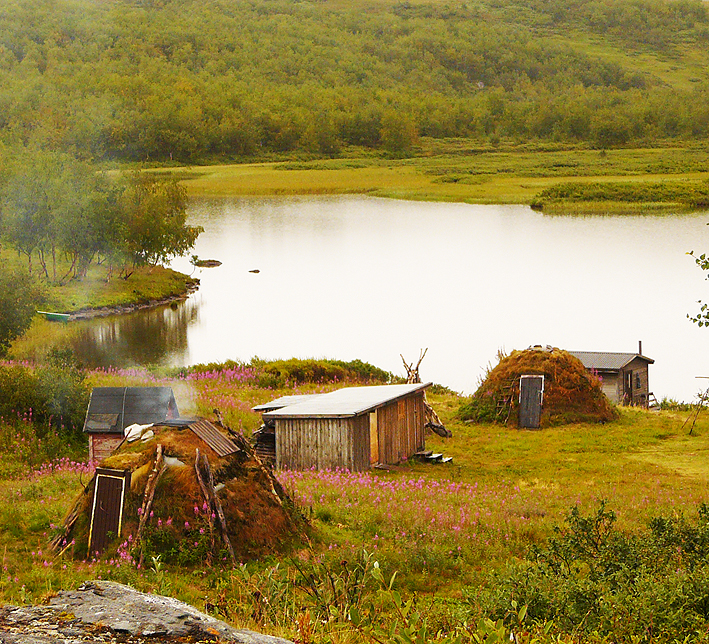
I det nutida fjällsamiska sommarvistet Staloluokta blandas äldre torvkåtor med modernare stugor.

Torvkåtan är en stationär kåta som vanligen uppförts med samma bågstångskonstruktion som en flyttbar bågstångskåta och som således har ett elliptiskt bottenplan. Mot bågstängerna reses runda slanor eller kluvet virke, tätt emot varandra. Virket täcks med näver som i sin tur täcks med torv.
Torvkåtorna har konstruerats på olika sätt i norr och söder. Den sydligare typen, av Ernst Manker kallad tälttypen, kännetecknas av att väggvirket skjuter upp ovanför bågstängerna på samma sätt som i tältkåtan. Hos den nordligare typen, gammetypen, slutar det stående väggvirket vid bågstängerna. Mellan bågstängerna når det stående virket bara upp till tvärträet, ungefär där stängernas krökning börjar. Ovanför ställs ytterligare virke på tvärträet, eller läggs parallellt med detta. Den nordliga torvkåtan är därför kupolformig, utan uppstickande stänger. Det finns också en skillnad i hur torven läggs. I söder läggs torven platt mot näverlagret och hålls på plats med ett yttre lager störar eller ibland skifferplattor. I norr staplas torvstyckena i stället som tegelstenar ovanpå varandra, vilket gör att torven ligger så stabilt att den inte behöver hållas på plats med störar.
Den nordliga, kupolformade gammen har sitt ursprung i Troms fylke och Finnmark fylke, där den använts som sommarbostad vid kusten. Därifrån spred den sig till Torne lappmark och vidare söderut under slutet av 1800-talet och början av 1900-talet genom tvångsförflyttningen av Karesuandosamer. Den sydliga, tältformade torvkåtan har länge förekommit i den skandinaviska fjällkedjan från Idre och norrut, framför allt på fjällsamernas höst- och vårvisten. Norr om Pite lappmark var den inte vanlig som renskötarbostad, men däremot som fiskarkåta. I takt med att sommarvistena på kalfjället i den skandinaviska fjällkedjan blev mer stationära under 1900-talet uppfördes ofta torvkåtor även där. De kunde förses med både fönster och vedspis.
|  |  |  |  |

### Timmerkåta
Skogssamerna har länge använt stationära timmerkåtor. I grunden består de av ett par varv timmerstockar som knuttimrats i lämplig formation – fyrkantigt, sexkantigt eller åttkantigt. På denna grund restes tidigare bågstänger, senare raka stänger som hålls ut med tvärträn. Mot stommen reses stockar. På stockarna läggs näver, och ovanpå ytterligare ett lager stockar. Kåtor av denna typ förekommer även hos östsamer och ännu längre österut i Ryssland. En annan variant av stationär timmerkåta är åskåtan. Där består den bärande konstruktionen av en ås vars ena ände fästs i ett stående träd medan den andra stöds på en påle. Mot denna ås byggs sedan kåtan upp. Denna typ har i senare tid använts i norra Arvidsjaur, nordöstra Arjeplog och södra delarna av Jokkmokk.
|  |  |

## Interiör

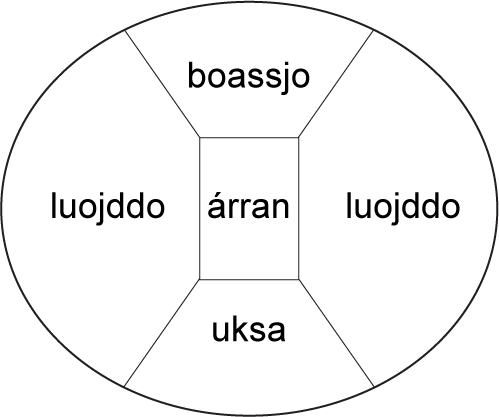
Den samiska kåtans grundläggande indelning. Kåtan på skissen har bågstångskåtans ovala form. De olika sektorernas namn återges med lulesamisk ortografi. Árran är eldstaden, alltid placerad i kåtans mitt. Uksa är utrymmet mellan dörren och eldstaden. Boassjo är den bortersta delen, köksavdelningen, förr betraktad som ett heligt utrymme. Luojddo är de bägge sidorummen där kåtans invånare vistas.

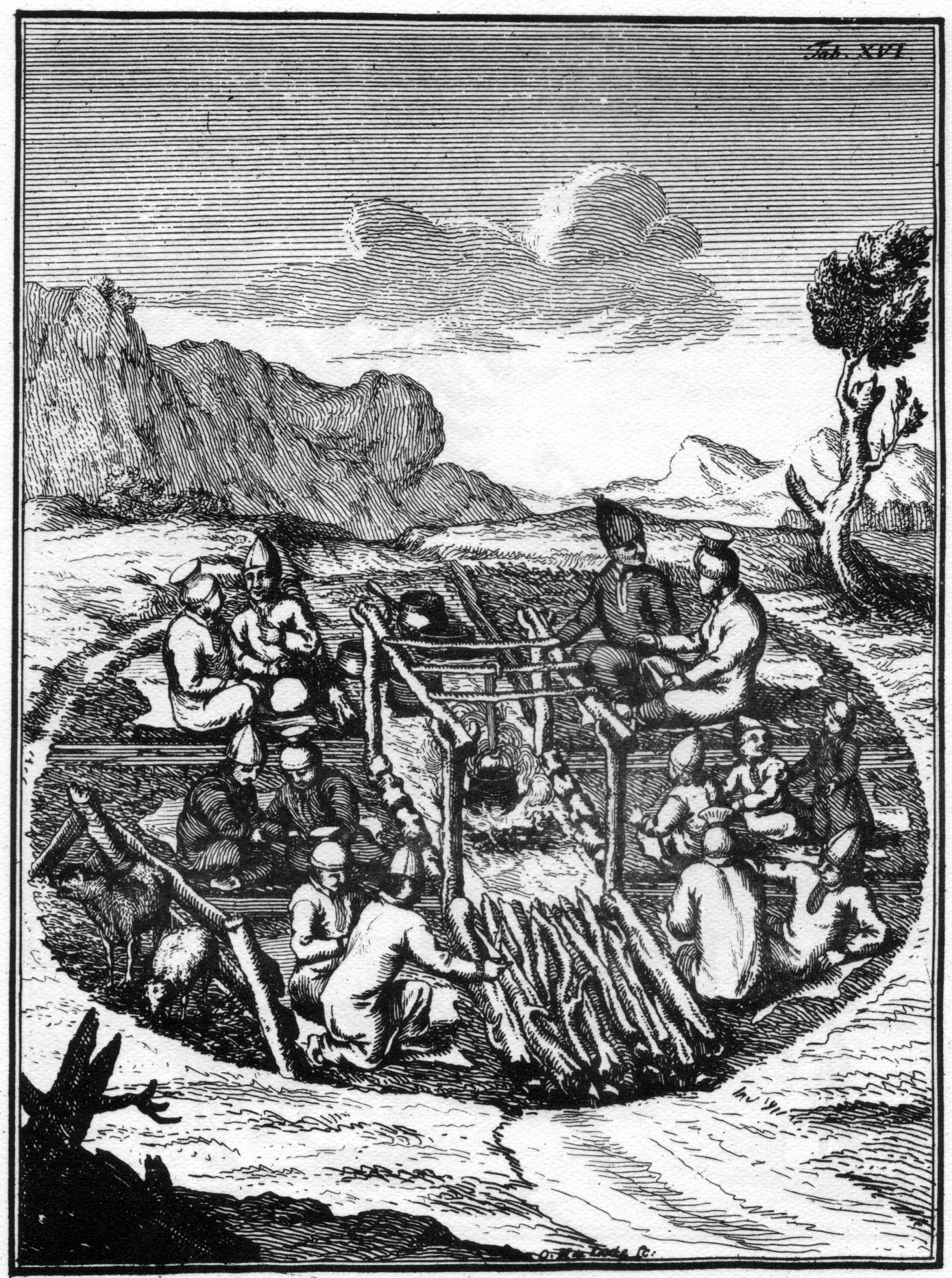
Det inre av en sjösamisk bågstångskåta som den avbildades av den norske prästen Knud Leem på 1700-talet. Enligt honom var kåtorna indelade i nio avdelningar.

Golvytan inuti en kåta har traditionellt varit uppdelad mellan olika funktioner. Den innersta delen, mittemot dörren, kallas på lulesamiska för boassjo (nordsamiska boaššu), i svensk text ofta skrivet påssjo. Där förvaras kokkärl och matvaror, och där finns en öppning som används för att reglera draget. I äldre tid var boassjo ett heligt utrymme, och så sent som på 1600-talet användes öppningen för att föra in heliga ting i kåtan. Det var genom öppningen i boassjo som den samiska trumman togs in i kåtan, liksom vilt och fisk (mjölk, ost och smör fick däremot föras in genom den vanliga dörren). När en björn nedlagts skulle de framgångsrika jägarna också krypa in i kåtan genom boassjo. Det var förbjudet att stiga över boassjo, i synnerhet för kvinnor.
Dörröppningen och utrymmet mellan dörren och härden kallas för uksa och utrymmena för folket på ömse sidor om härden för luojddo. Husmodern hade sin plats i luojddo närmast boassjo. Intill henne satt husfadern och närmast ingången barnen. På den andra sidan härden satt vuxna barn, tjänstefolk och gäster. Enligt andra uppgifter var det husfadern som satt vid boassjo och husmodern närmast intill honom.
I en traditionell kåta finns inga möbler utan man sitter eller ligger direkt på golvet. Golvet täcks av en risbädd, på fjället av björk eller dvärgbjörk, i skogen av gran, och ovanpå riset ligger renskinn.

## Ursprung
Klykstångskåtan anses vara den äldsta typen av kåta. Den är också den mest spridda och förekommer genom hela Sibirien från tunguser i öster till samojeder i väster. Bågstångskonstruktionen tros ha utvecklats ur denna klykstångskonstruktion. Bland bågstångskonstruktionerna anses torvkåtan vara den äldsta. Bland annat har den norska arkeologen Gutorm Gjessing på ön Sanna i Helgeland grävt ut en stenålderstomt med spår av stolpar som tycks ha varit placerade som i en bågstångskåta. Gjessing lanserade 1942 en teori som gick ut på att kåtornas bågstänger ursprungligen utgjordes av revben från val. Bågstångskåtan skulle alltså ha utvecklats i en tidig kustkultur.

## Användning av ordet kåta i modern tid
Ordet kåta används i formen tältkåta om runda, koniska tält. Naturkompaniet har en hel serie tält på sin hemsida. En annan försäljare skriver att kärt barn har många namn: Tältkåtan från Tentipi har den samiska kåtan som förebild, men tillverkas av moderna material och med en nutida konstruktionsteknik. De flyttbara tält som använts av nomader under många år, har inspirerat till designen men även namnet på tältkåtan.Ibland kallas också wigwam slarvigt parallellt för kåta men det tillhör inte utbrett språkbruk. Kåta används också uppenbart oegentligt i benämningar exempel:  Åvakåtorna består av 3 st små ryggåsstugor i Tyresta naturreservat strax söder om Tyresta nationalpark. Här kallar man alltså ryggåsstugor för kåtor i ett namn.